# Alfred Belian

Alfred Belian (um 1910)

Alfred Belian (* 23. August 1873 in Jodupönen, Kreis Goldap, Ostpreußen; † 7. Januar 1946 in Berlin; vollständiger Name Alfred Elimar Julius Belian) war ein deutscher Jurist und Kommunalpolitiker. Er war von 1904 bis 1933 Bürgermeister der Stadt Eilenburg und erhielt 1920 den Ehrentitel Oberbürgermeister. Belian gehörte zu den Gründern des Reichsverbands Deutscher Städte, war ab 1918 Vorsitzender und ab 1928 Bundespräsident des nunmehrigen Reichsstädtebunds. Daneben war er Mitglied des Reichswirtschaftsrats. Mit dem Machtantritt der Nationalsozialisten wurde er aller Ämter enthoben.

## Leben

### Frühe Jahre und Studium
Alfred Belian wurde am 23. August 1873 auf dem Familiengut Jodupönen in Ostpreußen als Sohn des langjährigen Allensteiner Bürgermeisters Oskar Belian geboren. Er nahm ein Studium der Rechts- und Staatswissenschaften an der Universität Jena auf, wo er ab 1894 auch in der Burschenschaft Arminia auf dem Burgkeller aktiv war. Sein Studium führte ihn später an die Universität Königsberg und an die Universität Erlangen, wo er 1898 mit seiner Inauguraldissertation Ist der Satz der L. 10 § 1 de compens. 16,2 allgemein gültig oder nur unter besonderen Umständen richtig und welche Konsequenzen ergeben sich aus der Beantwortung dieser Frage für die Natur der condictio indebiti? cum laude promoviert wurde. 1895 meldete sich Belian freiwillig zum Militärdienst, den er beim Infanterie-Regiment „Herzog Karl von Mecklenburg-Strelitz“ versah. Als Leutnant der Reserve war er später dem Grenadier-Regiment „König Friedrich der Große“ zugeordnet.
Nach seinem Studium arbeitete Belian als Referendar bei den Amtsgerichten in Hohenstein, Wartenburg und Königsberg, beim Landgericht Allenstein sowie beim Oberlandesgericht Königsberg und bei der Staatsanwaltschaft Königsberg. Am 4. Juni 1902 legte er in Berlin das Gerichtsassessor-Examen ab. Anschließend wechselte er in den Kommunaldienst und war etwa ein halbes Jahr bei der Stadtverwaltung Charlottenburg tätig, bevor er ab 2. Januar 1903 zum Zweiten Bürgermeister in Wittenberge berufen wurde. Angebote als Bürgermeister von Gollnow sowie als Stadtrat von Eberswalde oder Nordhausen schlug er dafür aus.

### Bürgermeister in Eilenburg

Belian etwa zu seinem Amtsantritt als Eilenburger Bürgermeister

Nach dem plötzlichen Tod des Eilenburger Bürgermeisters Ludwig Sydow bewarb sich Belian auf dessen nun frei gewordene Stelle und konnte sich dabei gegen fünfzig weitere Bewerber durchsetzen. Am 18. Dezember 1903 wählte ihn die Stadtverordnetenversammlung in dieses Amt, das er am 11. März 1904 antrat. Eilenburg war zu dieser Zeit eine recht wohlhabende und wachsende Stadt, was vor allem der ausgeprägten Industriestruktur geschuldet war. Wegen dieses Umstandes gelang es Belian, während seiner Amtszeit zahlreiche infrastrukturelle Projekte anzuschieben und zu verwirklichen. Dazu gehörten die Kommunalisierung der städtischen Gasversorgung (1905), die Eröffnung des Realgymnasiums (1907), die Eröffnung des Königlichen Lehrerseminars (1911), die Eröffnung der Infanterie-Kaserne (1916), die Errichtung eines Bürgermeisterwohnhauses (1916), die Errichtung eines Militärlazaretts (1917), die Eröffnung eines Walderholungsheims für Kinder der Stadt bei Battaune (1924), die Eröffnung eines Fürsorgeheims für schwer erziehbare Mädchen (1926) und die Inbetriebnahme der Bahnstrecke Eilenburg–Wurzen (1927). Damit war es Belian gelungen, Einrichtungen für die Stadt zu gewinnen, die eine überregionale Strahlkraft besaßen und die Bedeutung Eilenburgs in Preußen steigen ließen. Weitere Großprojekte, die aufgrund des Ersten Weltkriegs und der anschließenden Krisenjahre nicht verwirklicht werden konnten, waren der Bau der Bahnstrecke Eilenburg–Bitterfeld, der mit einem 1909 einberufenen Planungskomitee bereits konkrete Formen angenommen hatte, sowie die Verlängerung des Elster-Saale-Kanals über Eilenburg bis Berlin, für die ebenfalls schon Pläne vorlagen.
Als überzeugter Monarchist war Belian nach Ende des Ersten Weltkriegs zunächst im Stahlhelm aktiv, schloss sich jedoch, wohl auch vor dem Hintergrund geänderter Machtverhältnisse im Eilenburger Stadtrat, der Deutschen Demokratischen Partei (DDP) an. Auf dem Leipziger Parteitag der DDP 1919 war Belian Schriftführer. Aufgrund seiner Stahlhelm-Mitgliedschaft erhielt er 1927 von Friedrich Tschanter aus Anlass der Wahl zur Verlängerung seiner Amtszeit eine Anzeige. Belian wurde insgesamt dreimal – 1903, 1918 und 1928 – zum Eilenburger Bürgermeister gewählt.

### Reichsstädtebund
In seiner Funktion als Bürgermeister der Stadt Eilenburg gehörte Belian 1910 zu den Mitgründern des Reichsverbands Deutscher Städte, der für die Interessen der kleinen und mittleren Städte einstehen sollte. Hier war er von Beginn an als Mitglied des Vorstandes und wenig später als stellvertretender Vorsitzender aktiv. Im Mai 1918 wurde er zum Vorsitzenden des nun als Reichsstädtebund firmierenden Verbands gewählt. Ab 1928 bekleidete er das Amt des Bundespräsidenten des Reichsstädtebundes. Während seiner Amtszeit schlossen sich die Städteverbände aller deutschen Länder dem Reichsstädtebund an. Die Zahl der Mitgliedsstädte stieg von 870 im Jahr 1918 auf 1560 im Jahr 1933, dabei stieg die Zahl der vertretenen Einwohner von knapp sechs auf rund zehn Millionen. Darüber hinaus engagierte er sich bei der Verbandszeitschrift Der Reichsstädtebund, gab Anregungen und verfasste bis zuletzt viele Aufsätze.

### Freimaurertum
Belian wurde am 19. Februar 1905 Mitglied der Eilenburger Freimaurerloge Zur Eule auf der Warte. Schon 1906 wurde er dort zweimal befördert. Von 1908 bis 1910 war er zugeordneter Redner und von 1910 bis vermutlich 1933 Meister vom Stuhl. In dieser Zeit engagierte er sich stark für die Loge. Er intensivierte den Austausch mit den benachbarten Logen und warb viele neue Mitglieder. Er hatte maßgeblichen Anteil am Bau (1909) und Kauf (1912) des Logenhauses in der Angerstraße 20.

### Amtsenthebung durch die Nationalsozialisten
Nach der Machtergreifung der Nationalsozialisten 1933 wurde Belian aufgrund seiner politischen Einstellung sowie seiner Tätigkeit als Freimaurer aus dem Bürgermeisteramt gedrängt. Zum Vorwand wurde eine amtsärztliche Untersuchung veranlasst, die ihm „Pensionsbedürftigkeit mit starker Korpulenz“ bescheinigte. Belian wog zu diesem Zeitpunkt 308 Pfund. Das ihm genehmigte Ruhegehalt wurde noch im Juni 1933 um mehrere tausend Reichsmark jährlich gekürzt. Nach seinem erzwungenen Rücktritt am 1. April musste er zum 25. April 1933 auch das Amt als Bundespräsident des Reichsstädtebundes niederlegen. Belian verließ Eilenburg und wurde kurzzeitig in Wiesbaden sesshaft. Dort bemühte er sich um den Vorsitz des Verbands der Heimattreuen Ost- und Westpreußen, der ihm allerdings verwehrt blieb. 1934 siedelte Belian nach Berlin über, wo sein Sohn lebte. Er bewohnte dort das Haus Pariser Straße 63. Von ihm beantragte Zulassungen auf Tätigkeit als Verwaltungsrechtsrat, Helfer in Steuersachen und zur Führung einer Rechtsauskunftsstelle wurden vom Personalamt des Gaues Berlin abgelehnt. Ab September 1943 bis nach Kriegsende hielt er sich wegen der Evakuierung Berlins in Dresden auf.
Unmittelbar nach Ende des Zweiten Weltkriegs bemühte sich Belian um eine Rückkehr nach Eilenburg. In einem am 16. Juni 1945 verfassten Brief an den Delitzscher Landrat empfahl er sich für die Wiedereinsetzung als Bürgermeister und verwies dabei auch auf sein nun um die Hälfte reduziertes Körpergewicht, was den Grund seiner Pensionierung obsolet erscheinen ließ. Auch verwies er auf die Empfehlungen von Gustav Raute, dem ehemaligen Landrat des Kreises Delitzsch, und des von der sowjetischen Militäradministration eingesetzten Dresdener Oberbürgermeisters Rudolf Friedrichs. Als Eilenburger Bürgermeister fungierte zu dieser Zeit der liberale Rechtsanwalt Max Müller. Belian schloss sich der in der sowjetischen Besatzungszone neu gegründeten LDP an. Am 25. September 1945 erhielt er nach einstimmigem Stadtratsbeschluss die Ehrenbürgerschaft Eilenburgs verliehen. Seine Ersuche, wieder in das Bürgermeisteramt eingesetzt zu werden, blieben jedoch erfolglos. Belian starb am 7. Januar 1946 nach kurzer Krankheit in Berlin. Er wurde auf dem Friedhof Wilmersdorf beigesetzt.

## Ehrungen

### Orden und Auszeichnungen
- Eisernes Kreuz II. Klasse am weiß-schwarzen Bande
- Verdienstkreuz für Kriegshilfe
- Königlicher Kronen-Orden VI. Klasse
- Rote Kreuz-Medaille III. Klasse
- Rote Kreuz-Medaille II. Klasse
- Lippisches Kriegsverdienstkreuz am weißen Bande
- Österreichisch-Ungarisches Ehrenzeichen für Verdienste um das Rote Kreuz II. Klasse mit Kriegsdekoration
- Kaiserlich-Türkische Rote Halbmondmedaille in Silber
- Ehrenzeichen des Deutschen Roten Kreuzes
- Ehrenzeichen des Preußischen Landesvereins vom Roten Kreuz
- Erinnerungszeichen für Verdienste um das Feuerlöschwesen

### Straßen
- 1916: Benennung der Angerstraße in Eilenburg als Belianstraße noch zu Lebzeiten; dort befanden sich unter anderem das Bürgermeisterhaus und die Eilenburger Freimaurerloge, der Belian zeitweise vorstand; 1933 aufgehoben, 1946–1959 erneut Belianstraße, heute Am Anger
- 2001: Benennung der Erschließungsstraße in der ehemaligen Kaserne Eilenburg als Dr.-Belian-Straße

### Sonstiges
- 1920: Verleihung der Genehmigungsurkunde zum Führen des Amtstitels Oberbürgermeister durch den preußischen Innenminister Wolfgang Heine
- um 1930: Dr.-Belian-Gedenkstein in der Schoßaue (neben Hausnummer 1), denkmalgeschützt
- 1945: Ehrenbürgerschaft in Eilenburg
- 1990er Jahre: Benennung der Grundschule im ehemaligen Königlichen Lehrerseminar als Dr.-Belian-Schule

## Schriften
- Ist der Satz der L. 10 § 1 de compens. 16,2 allgemein gültig oder nur unter besonderen Umständen richtig und welche Konsequenzen ergeben sich aus der Beantwortung dieser Frage für die Natur der condictio indebiti? Inauguraldissertation, Erlangen 1898.
- Das preußische Volksschulunterhaltungsgesetz von 1906 (Gesetz, betr. die Unterhaltung der öffentlichen Volksschulen). Stankewicz, Berlin 1906.
- Loge und Freimaurerei. Ein offenes Wort an unsere Mitbürger. Wunder, Berlin 1909.
- Was muß die akademische Jugend von dem freimaurerischen Humanitätsgedanken und von dem Roten Kreuz wissen ... Verein deutscher Freimaurer, Eilenburg 1912.
- Denkschrift über den gegenwärtigen Stand der von dem Herrn Landeshauptmann der Provinz Sachsen ausgearbeiteten Projekte einer normalspurigen Kleinbahn Eilenburg-Bitterfeld und einer Industriebahn in Eilenburg ... (mit Ergänzungsband). Eilenburg 1913.
- The Sentinel of the Seas. The Tireless Vigil of the British Navy. London 1917.
- Kriegerheimstätten und Gemeindewohl. Harrwitz, Berlin 1918.
- Das Projekt des Kanalvereins Berlin-Leipzig nach dem Stande vom 1. September 1926. Eilenburg 1926.
- (zusammen mit Gotthold Haekel): Kommunale Verwaltungsreform und örtliche Selbstverwaltung. Denkschrift des Reichsstädtebundes. Berlin 1928.
- Das Interesse der mittleren und kleinen Städte an Wandertheatern. o. J.
- Kriegsernährung und Kriegsanleihe. o. J.